# 錦繡龍蝦
锦绣龙虾（学名：Panulirus ornatus）俗名七彩龍蝦、彩虹龍蝦、龍蝦、山蝦、大和蝦、沙蝦等。

## 产地及产期
广泛分布于台灣，中国大陆，日本、西太平洋和印度洋，为西太平洋的重要物种。生活在珊瑚外围的斜面至较深的泥沙质地。

## 型態特徵
头胸甲略呈圆筒状，前缘具不同大小之刺。体表呈绿色而头胸甲略为蓝色，第二触角柄蓝色，发音器略为粉红色，第一触角和步足具显眼之淡黄色及黑色环班，腹部各节包括尾柄的背中部皆具宽黑色横带。是龙虾属中体型最大者，最大体长可达60厘米，因為捕捉壓力大，現已極罕見體型大的龍蝦。

## 棲所生態
通常棲息在水深1至10公尺，最深記錄為145公尺，以岩礁及礁斜面之靜水處為多，有時也可在河口附近水質較混濁之泥底處發現。